# Бурковська сільська рада
Бурковська сільська рада (біл. Буркоўскі сельсавет) — адміністративно-територіальна одиниця в складі Брагінського району розташована в Гомельській області Білорусі. Адміністративний центр — Бурки.
Бурковська сільська рада розташована на південному сході Білорусі, у південній частині Гомельської області орієнтовне розташування — супутникові знімки [Архівовано 17 травня 2020 у Wayback Machine.], граничить з районним центром Брагін.
До складу сільради входять такі населені пункти:
- Бурки
- Бакуни
- Кононовщина
- Великий Ліс
- Дубровне
- Червона Гора
- Маритон
- Микуличі
- Соболі
- Рижков
- Червоне Поле